# Helen Czerski
Helen Czerski (ur. 1 listopada 1978 w Manchesterze) – brytyjska fizyczka, oceanografka i prezenterka telewizyjna pochodzenia polskiego. Jest pracownikiem naukowym Wydziału Inżynierii Mechanicznej na University College London. Wcześniej pracowała w Instytucie Badań nad Dźwiękiem i Wibracjami (Institute of Sound and Vibration Research) przy University of Southampton.

## Życiorys

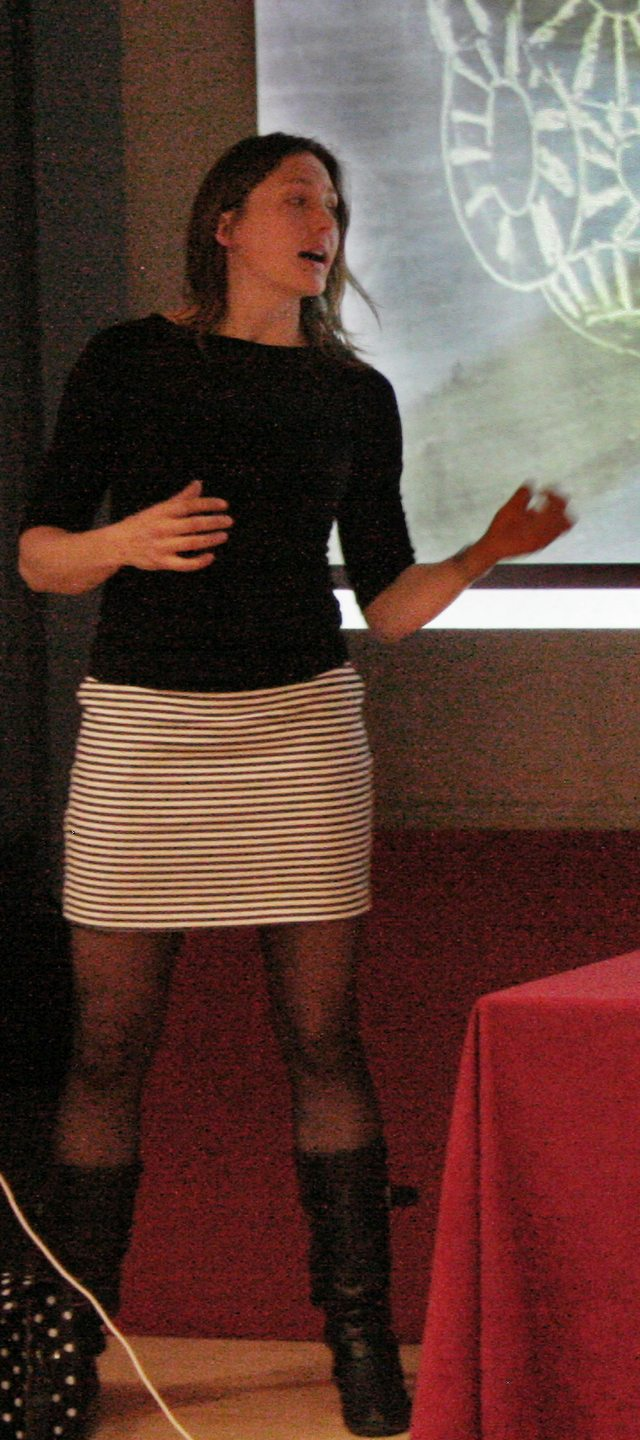
Helen Czerski i slajd ukazujący ją samą podczas rysowania kredą glona z klasy Coccolithophyceae – Cambridge Science Festival 2013

Jej dziadkowie byli nauczycielami na Śląsku. Dziadek, jak wielu mieszkańców Śląska, w czasie II wojny światowej został siłą wcielony do niemieckiej armii. Uciekł z niej i połączył się z żoną i dziećmi we Włoszech, następnie rodzina wyemigrowała do Wielkiej Brytanii. Jej ojciec, Jan, urodził się jeszcze w Polsce w 1941 roku.
Dorastała w Altrincham pod Manchesterem i uczyła się w tamtejszej szkole żeńskiej. Ukończyła Churchill College na Uniwersytecie Cambridge, uzyskując tytuły magistra (Master of Arts i Master of Science) w dziedzinie nauk przyrodniczych oraz doktorat z eksperymentalnej fizyki materiałów wybuchowych, w szczególności heksogenu.

## Audycje
Czerski jest stałą prezenterką naukową BBC. Wśród jej programów znalazły się:
- Orbit: Earth’s Extraordinary Journey, trzyczęściowy serial na BBC Two (marzec 2012) współprowadzony przez Kate Humble[12];
- Operation Iceberg, dwuczęściowy serial na BBC Two (październik 2012)[13];
- The Transit of Venus, BBC Two (czerwiec 2012) – z cyklu Horizon[14];
- Stargazing Challenges, BBC Two;
- Dara Ó Briain’s Science Club, BBC Two;
- The Secret Life of the Sun, BBC Two (lipiec 2013)[15];
- Pop! The Science of Bubbles, BBC Four (kwiecień 2013)[16];
- The £10 Million Challenge – program z cyklu Horizon, który zainaugurował konkurs dla naukowców Longitude Prize 2014[17]
- What’s Wrong with Our Weather? (lipiec 2014) z cyklu Horizon, współprowadzony przez meteorologa Johna Hammonda – w programie omówiono możliwe przyczyny niedawnych ekstremalnych zjawisk pogodowych w Wielkiej Brytanii oraz związek między wszystkimi ostatnimi ekstremalnymi zimami[18];
- Super Senses: The Secret Power of Animals (sierpień 2014) trzyczęściowy serial na BBC Two[19];
- Colour: The Spectrum of Science (listopad 2015) trzyczęściowy serial na BBC Four ukazujący 15 kolorów, które opowiadają o Ziemi, życiu i odkryciach naukowych[20];
- Dangerous Earth (listopad 2016) sześcioodcinkowy serial dla BBC pokazujący, jak nowe technologie filmowania odsłaniają wewnętrzne mechanizmy najbardziej spektakularnych cudów natury na Ziemi;
- The Infinite Monkey Cage, BBC Radio 4 (16 stycznia 2017);
- Sound Waves: The Symphony of Physics (marzec 2017), dwuczęściowy serial;
- From Ice to Fire: The Incredible Science of Temperature(luty 2018), trzyczęściowy serial.

Wystąpiła także w Museum of Curiosity (BBC Radio 4).
Czerski prowadzi stałą kolumnę w czasopiśmie BBC Focus i była nominowana do nagrody Felietonisty Roku w ramach PPA Awards 2014

## Publikacje
Burza w szklance wody: Fizyka w życiu codziennym (2016, tyt. oryg. Storm in a Teacup: The Physics of Everyday Life); włoskie tłumaczenie tej książki zwyciężyło w trzeciej edycji Premio Asimov 2018 (Nagrody Asimova) dla najlepszej pracy popularnonaukowej opublikowanej we Włoszech. Polska wersja ukazała się w 2017 roku nakładem wydawnictwa Czarna Owca (tłum. Jeremi K. Ochab, ISBN 978-83-8015-766-8). W książce tej autorka wyjaśnia zjawiska fizyczne obserwowane w codziennym życiu, odwołując się często do swoich osobistych doświadczeń. Kilkakrotnie nawiązuje też do kraju pochodzenia swoich przodków.

## Nagrody
- W 2018 Czerski zdobyła Nagrodę Kelvina, przyznaną jej przez Institute of Physics za jej wkład w objaśnianie fizyki życia codziennego milionom odbiorców na całym świecie poprzez programy telewizyjne, książkę popularnonaukową, felietony w prasie oraz debaty publiczne[23].

## Aktywność prasowa
Czerski regularnie pisuje dla BBC Focus magazine w rubryce ‘Everyday Science’ i dla The Wall Street Journal w rubryce ‘Everyday Physics’.

## Działalność naukowa
W swoich badaniach Czerski skupia się na temperaturze, bąbelkach oceanicznych, akustyce bąbli, przenikaniu gazów między morzem i powietrzem oraz optyką bąbelków oceanicznych.